# Distrito de Brive-la-Gaillarde
El distrito de Brive-la-Gaillarde (en francés, Arrondissement de Brive-la-Gaillarde) es una división administrativa francesa situada en el departamento de Corrèze, en la región de Nueva Aquitania.

## División territorial

### División comunal desde 2015
Desde 2015, el número de comunas en los distritos ha variado cada año. Así, el número de comunas del distrito de Brive-la-Gaillarde fue de 99 en 2015, 98 en 2016, 97 en 2017 y 96 en 2019.

### Cantones (hasta 2015)
Desde la ley de 17 de mayo de 2013 y los decretos de ejecución publicados en febrero y marzo de 2014, los cantones dejaron de ser divisiones administrativas y solo tienen un papel de circunscripción electoral.
Los cantones del distrito de Brive-la-Gaillarde eran:
1. Cantón de Ayen
2. Cantón de Beaulieu-sur-Dordogne
3. Cantón de Beynat
4. Cantón de Brive-la-Gaillarde-Centre
5. Cantón de Brive-la-Gaillarde-Nord-Est
6. Cantón de Brive-la-Gaillarde-Nord-Ouest
7. Cantón de Brive-la-Gaillarde-Sud-Est
8. Cantón de Brive-la-Gaillarde-Sud-Ouest
9. Cantón de Donzenac
10. Cantón de Juillac
11. Cantón de Larche
12. Cantón de Lubersac
13. Cantón de Malemort-sur-Corrèze
14. Cantón de Meyssac
15. Cantón de Vigeois

### Comunas (hasta 2015)
| 1. Albignac (19003)                   | 2. Allassac (19005)                  | 3. Arnac-Pompadour (19011)            | 4. Astaillac (19012)                |
| 5. Aubazines (19013)                  | 6. Ayen (19015)                      | 7. Beaulieu-sur-Dordogne (19019)      | 8. Benayes (19022)                  |
| 9. Beynat (19023)                     | 10. Beyssac (19024)                  | 11. Beyssenac (19025)                 | 12. Billac (19026)                  |
| 13. Branceilles (19029)               | 14. Brignac-la-Plaine (19030)        | 15. Brive-la-Gaillarde (19031)        | 16. Brivezac (19032)                |
| 17. Chabrignac (19035)                | 18. La Chapelle-aux-Brocs (19043)    | 19. La Chapelle-aux-Saints (19044)    | 20. Chartrier-Ferrière (19047)      |
| 21. Chasteaux (19049)                 | 22. Chauffour-sur-Vell (19050)       | 23. Chenailler-Mascheix (19054)       | 24. Collonges-la-Rouge (19057)      |
| 25. Concèze (19059)                   | 26. Cosnac (19063)                   | 27. Cublac (19066)                    | 28. Curemonte (19067)               |
| 29. Dampniat (19068)                  | 30. Donzenac (19072)                 | 31. Estivals (19077)                  | 32. Estivaux (19078)                |
| 33. Jugeals-Nazareth (19093)          | 34. Juillac (19094)                  | 35. Lagleygeolle (19099)              | 36. Lanteuil (19105)                |
| 37. Larche (19107)                    | 38. Lascaux (19109)                  | 39. Ligneyrac (19115)                 | 40. Liourdres (19116)               |
| 41. Lissac-sur-Couze (19117)          | 42. Lostanges (19119)                | 43. Louignac (19120)                  | 44. Lubersac (19121)                |
| 45. Malemort-sur-Corrèze (19123)      | 46. Mansac (19124)                   | 47. Marcillac-la-Croze (19126)        | 48. Meyssac (19138)                 |
| 49. Montgibaud (19144)                | 50. Nespouls (19147)                 | 51. Noailhac (19150)                  | 52. Noailles (19151)                |
| 53. Nonards (19152)                   | 54. Objat (19153)                    | 55. Orgnac-sur-Vézère (19154)         | 56. Palazinges (19156)              |
| 57. Perpezac-le-Blanc (19161)         | 58. Perpezac-le-Noir (19162)         | 59. Le Pescher (19163)                | 60. Puy-d'Arnac (19169)             |
| 61. Queyssac-les-Vignes (19170)       | 62. Rosiers-de-Juillac (19177)       | 63. Sadroc (19178)                    | 64. Saillac (19179)                 |
| 65. Saint-Aulaire (19182)             | 66. Saint-Bazile-de-Meyssac (19184)  | 67. Saint-Bonnet-l'Enfantier (19188)  | 68. Saint-Bonnet-la-Rivière (19187) |
| 69. Saint-Cernin-de-Larche (19191)    | 70. Saint-Cyprien (19195)            | 71. Saint-Cyr-la-Roche (19196)        | 72. Saint-Julien-Maumont (19217)    |
| 73. Saint-Julien-le-Vendômois (19216) | 74. Saint-Martin-Sepert (19223)      | 75. Saint-Pantaléon-de-Larche (19229) | 76. Saint-Pardoux-Corbier (19230)   |
| 77. Saint-Pardoux-l'Ortigier (19234)  | 78. Saint-Robert (19239)             | 79. Saint-Solve (19242)               | 80. Saint-Sornin-Lavolps (19243)    |
| 81. Saint-Viance (19246)              | 82. Saint-Éloy-les-Tuileries (19198) | 83. Sainte-Féréole (19202)            | 84. Segonzac (19253)                |
| 85. Sioniac (19260)                   | 86. Ségur-le-Château (19254)         | 87. Sérilhac (19257)                  | 88. Troche (19270)                  |
| 89. Tudeils (19271)                   | 90. Turenne (19273)                  | 91. Ussac (19274)                     | 92. Varetz (19278)                  |
| 93. Vars-sur-Roseix (19279)           | 94. Venarsal (19282)                 | 95. Vigeois (19285)                   | 96. Vignols (19286)                 |
| 97. Voutezac (19288)                  | 98. Végennes (19280)                 | 99. Yssandon (19289)                  |                                     |